# Coupe du monde de saut d'obstacles 2014-2015
Navigation
Édition précédente Édition suivante
La coupe du monde de saut d'obstacles 2014-2015 est la 37e édition de la coupe du monde de saut d'obstacles organisée par la FEI.

## Ligues
| Ligue                                | Nombre d'épreuves | Vainqueur               |
| ------------------------------------ | ----------------- | ----------------------- |
| Europe de l'Ouest                    | 12                | Steve Guerdat           |
| Europe Centrale - Sous-Ligue du Nord | 12                | Kristaps Neretnieks     |
| Europe Centrale - Sous-Ligue du Sud  | 5                 | Derin Demirsoy          |
| Nord-Américaine Côte Est             | 13                |                         |
| Nord-Américaine Côte Ouest           | 9                 | Susan Artes             |
| Sud-Américaine-Sud                   | 6                 | Sergio Henriques        |
| Sud-Africaine                        | 5                 | Nicole Horwood          |
| Australienne                         | 12                | Tim Clarke              |
| Nouvelle-Zélande                     | 6                 | Katie Laurie            |
| Japonaise                            | 6                 | Tae Sato                |
| Asie du Sud-Est                      | 3                 | Siengsaw Lertratanachai |
| Asie Centrale                        | 3                 | Rinat Galimov           |
| Arabe                                | 13                | Abdullah Alsharbatly    |
| Caucasienne                          | 3                 | Kanan Novruzov          |
| Chinoise                             | 3                 | Zhao Zhiwen             |
| Sud-Américaine-Nord                  | 4                 | Camilo Rueda            |

### Ligue d'Europe de l'Ouest
| Ville     | Pays        | Début            | Fin              | Vainqueur                                 |
| --------- | ----------- | ---------------- | ---------------- | ----------------------------------------- |
| Oslo      | Norvège     | 17 octobre 2014  | 19 octobre 2014  | Jur Vrieling sur VDL Zirocco Blue N.O.P.  |
| Helsinki  | Finlande    | 23 octobre 2014  | 26 octobre 2014  | Steve Guerdat sur Nino des Buissonnets    |
| Lyon      | France      | 29 octobre 2014  | 2 novembre 2014  | Roger-Yves Bost sur Qoud'Coeur de la Loge |
| Vérone    | Italie      | 6 novembre 2014  | 9 novembre 2014  | Bertram Allen sur Molly Malone V          |
| Stuttgart | Allemagne   | 19 novembre 2014 | 23 novembre 2014 | William Whitaker sur Fandango             |
| Madrid    | Espagne     | 28 novembre 2014 | 30 novembre 2014 | Carlos Lopez sur Prince de la Mare        |
| Londres   | Royaume-Uni | 16 décembre 2014 | 22 décembre 2014 | Marco Kutscher sur Cornet's Cristallo     |
| Malines   | Belgique    | 26 décembre 2014 | 30 décembre 2014 | Simon Delestre sur Qlassic Bois Margot    |
| Leipzig   | Allemagne   | 15 janvier 2015  | 18 janvier 2015  | Hans-Dieter Dreher sur Embassy II         |
| Zurich    | Suisse      | 23 janvier 2015  | 25 janvier 2015  | Sergio Álvarez Moya sur Carlo 273         |
| Bordeaux  | France      | 6 février 2015   | 8 février 2015   | Bertram Allen sur Romanov                 |
| Göteborg  | Suède       | 26 février 2015  | 1er mars 2015    | Steve Guerdat sur Albfuehren's Paille     |

### Ligue d'Europe centrale

#### Sous-ligue du Nord
| Ville             | Pays               | Début           | Fin             | Vainqueur                             |
| ----------------- | ------------------ | --------------- | --------------- | ------------------------------------- |
| Olomouc           | République tchèque | 12 juin 2014    | 15 juin 2014    | Federico Ciriesi sur Calida 46        |
| Moscou            | Russie             | 18 juin 2014    | 22 juin 2014    | Vladimir Beletskiy sur Rocketman 2    |
| Saint-Pétersbourg | Russie             | 3 juillet 2014  | 6 juillet 2014  | Andis Varna sur KS Coradina           |
| Pezinok           | Slovaquie          | 17 juillet 2014 | 20 juillet 2014 | Radovan Sillo sur Oscar des Fontaines |
| Riga              | Lettonie           | 25 juillet 2014 | 27 juillet 2014 | Kristaps Neretnieks sur Continue      |
| Bratislava        | Slovaquie          | 7 août 2014     | 10 août 2014    | Louis Bouhana sur Qlandestin SAS      |
| Vazgaikiemis      | Lituanie           | 14 août 2014    | 17 août 2014    | Kristaps Neretnieks sur Caramsin      |
| Tallinn           | Estonie            | 3 octobre 2014  | 5 octobre 2014  | Tiit Kivisild sur Cinnamon            |
| Siauliai          | Lituanie           | 9 octobre 2014  | 12 octobre 2014 | Michal Kazmierczak sur Stakorado      |
| Leszno            | Pologne            | 27 octobre 2014 | 29 octobre 2014 | Leon Thijssen sur Haertthago          |
| Poznań            | Pologne            | 5 décembre 2014 | 7 décembre 2014 | Felix Hassmann sur Horse Gym's Bazaci |

#### Sous-ligue du Sud
| Ville       | Pays     | Début            | Fin              | Vainqueur                         |
| ----------- | -------- | ---------------- | ---------------- | --------------------------------- |
| Celje       | Slovénie | 1er mai 2014     | 4 mai 2014       | Zuzana Zelinkova sur Luka's Ninja |
| Bojourichte | Bulgarie | 12 juin 2014     | 15 juin 2014     | Angel Niagolov sur Cartina 8      |
| Budapest    | Hongrie  | 3 juillet 2014   | 6 juillet 2014   | Gábor Szabó sur Timpex Cent       |
| Celje       | Slovénie | 28 novembre 2014 | 30 novembre 2014 | Philipp Schober sur Zandigo T S   |

#### Finale de la ligue
| Ville    | Pays    | Début        | Fin          | Vainqueur                        |
| -------- | ------- | ------------ | ------------ | -------------------------------- |
| Varsovie | Pologne | 12 mars 2015 | 15 mars 2015 | Kristaps Neretnieks sur Caramsin |

### Ligue nord-américaine (Côte Est)
| Ville         | Pays       | Début             | Fin               | Vainqueur                          |
| ------------- | ---------- | ----------------- | ----------------- | ---------------------------------- |
| Bromont       | Canada     | 23 juillet 2014   | 27 juillet 2014   | Todd Minikus sur Quality Girl      |
| Bridgehampton | États-Unis | 24 août 2014      | 31 août 2014      | Kevin Babington sur Shorapur       |
| North Salem   | États-Unis | 10 septembre 2014 | 14 septembre 2014 | Jessica Springsteen sur Vindicat W |
| Caledon       | Canada     | 24 septembre 2014 | 28 septembre 2014 | Conor Swail sur Ariana             |
| Rockwood      | Canada     | 1er octobre 2014  | 5 octobre 2014    | Leslie Burr-Howard sur Tic Tac     |
| Harrisburg    | États-Unis | 15 octobre 2014   | 18 octobre 2014   | Beat Mändli sur Antares F          |
| Washington    | États-Unis | 22 octobre 2014   | 25 octobre 2014   | Mclain Ward sur HH Carlos Z        |
| Lexington     | États-Unis | 28 octobre 2014   | 2 novembre 2014   | Elizabeth Madden sur Cortes'C'     |
| Toronto       | Canada     | 10 novembre 2014  | 15 novembre 2014  | Mclain Ward sur Rothchild          |
| Wellington    | États-Unis | 25 novembre 2014  | 30 novembre 2014  | Laura Kraut sur Cedric             |
| Wellington    | États-Unis | 27 janvier 2015   | 1er février 2015  | Marie Hecart sur Myself de Breve   |
| Wellington    | États-Unis | 3 mars 2015       | 8 mars 2015       | Ben Maher sur Diva II              |
| Ocala         | États-Unis | 18 mars 2015      | 22 mars 2015      |                                    |

### Ligue nord-américaine (Côte Ouest)
| Ville          | Pays       | Début             | Fin              | Vainqueur                                   |
| -------------- | ---------- | ----------------- | ---------------- | ------------------------------------------- |
| Langley        | Canada     | 28 mai 2014       | 1er juin 2014    | Brian Morton sur Atlantis T                 |
| Langley        | Canada     | 13 août 2014      | 17 août 2014     | Vinton Karrasch sur Coral Reef Follow Me II |
| Del Mar        | États-Unis | 27 août 2014      | 31 août 2014     | Josephina Nor Lantzman sur Chello Z         |
| Rancho Murieta | États-Unis | 30 septembre 2014 | 5 octobre 2014   | Richard Fellers sur Flexible                |
| Del Mar        | États-Unis | 22 octobre 2014   | 26 octobre 2014  | Harrie Smolders sur Regina Z                |
| Thermal        | États-Unis | 5 novembre 2014   | 9 novembre 2014  | Karl Cook sur Jonkheer Z                    |
| Las Vegas      | États-Unis | 12 novembre 2014  | 15 novembre 2014 | Harrie Smolders sur Regina Z                |
| Thermal        | États-Unis | 3 février 2015    | 8 février 2015   | Lucy Davis sur Barron                       |
| Thermal        | États-Unis | 17 février 2015   | 22 février 2015  | Katherine Dinan sur Nougat du Vallet        |

### Ligue sud-américaine (Sud)
| Ville          | Pays      | Début            | Fin              | Vainqueur                                                 |
| -------------- | --------- | ---------------- | ---------------- | --------------------------------------------------------- |
| Sol de Mayo    | Argentine | 14 mai 2014      | 18 mai 2014      | Juan Carlos Alvaerez Del Castillo B. sur Premiere 29      |
| São Paulo      | Brésil    | 29 mai 2014      | 1er juin 2014    | José Roberto Reynoso Fernandez Filho sur Maestro St Lois  |
| Porto Alegre   | Brésil    | 2 octobre 2014   | 5 octobre 2014   | Louis Bouhana sur Qlandestin SAS                          |
| São Paulo      | Brésil    | 15 octobre 2014  | 19 octobre 2014  | Artemus De Almeida sur Zarisma                            |
| Buenos Aires   | Argentine | 12 novembre 2014 | 16 novembre 2014 | Alejandro Madorno sur Milano de Flore                     |
| Rio de Janeiro | Brésil    | 20 novembre 2014 | 23 novembre 2014 | José Roberto Reynoso Fernandez Filho sur Radiator II Jmen |

### Ligue sud-africaine
| Ville          | Pays           | Début             | Fin               | Vainqueur                                |
| -------------- | -------------- | ----------------- | ----------------- | ---------------------------------------- |
| Midrand        | Afrique du Sud | 15 mai 2014       | 18 mai 2014       | Nicole Horwood sur Capital Don Cumarco   |
| Shongweni      | Afrique du Sud | 12 juin 2014      | 16 juin 2014      | Nicole Horwood sur Capital Don Cumarco   |
| Polokwane      | Afrique du Sud | 18 septembre 2014 | 21 septembre 2014 | Nicole Horwood sur Counter Attack        |
| Kromdraai      | Afrique du Sud | 23 octobre 2014   | 26 octobre 2014   | Jodi Pieters sur Capital Rafika d'Or     |
| Port Elizabeth | Afrique du Sud | 13 novembre 2014  | 16 novembre 2014  | Lorette Knowles-Taylor sur Nabab Forever |

### Ligue Australienne
| Ville      | Pays      | Début             | Fin               | Vainqueur                                |
| ---------- | --------- | ----------------- | ----------------- | ---------------------------------------- |
| Sydney     | Australie | 25 avril 2014     | 27 avril 2014     | Samuel Buchanan sur Diamond B Vixen      |
| Gatton     | Australie | 3 août 2014       | 3 août 2014       | Paula Hamood sur Nero GHP                |
| Caboolture | Australie | 9 août 2014       | 9 août 2014       | Matthew Afford sur Kaluna Thunder Struck |
| Brisbane   | Australie | 17 août 2014      | 17 août 2014      | Billy Raymont sur Anton                  |
| Gawler     | Australie | 31 août 2014      | 31 août 2014      | Jeff Evans sur Fieldbrook Corunia        |
| Adélaïde   | Australie | 11 septembre 2014 | 11 septembre 2014 | Tim Clarke sur Caltango                  |
| Melbourne  | Australie | 28 septembre 2014 | 28 septembre 2014 | Thomas McDermott sur SL Limerick         |
| Wodonga    | Australie | 8 novembre 2014   | 8 novembre 2014   | David Cameron sur RR Dyranta             |
| Shepparton | Australie | 15 novembre 2014  | 15 novembre 2014  | Brooke Campbell sur Copabella Cadiz      |
| Melbourne  | Australie | 21 novembre 2014  | 21 novembre 2014  | Jessica Brown sur Casco                  |
| Sydney     | Australie | 14 décembre 2014  | 14 décembre 2014  | David Cameron sur RR Dyranta             |
| Boneo      | Australie | 25 janvier 2015   | 25 janvier 2015   | Thomas McDermott sur Airtime Z GHP       |

### Ligue de Nouvelle-Zélande
| Ville      | Pays             | Début            | Fin              | Vainqueur                                |
| ---------- | ---------------- | ---------------- | ---------------- | ---------------------------------------- |
| Hastings   | Nouvelle-Zélande | 22 octobre 2014  | 24 octobre 2014  | Bridget Hansen sur Turn It Blue NZPH     |
| Hamilton   | Nouvelle-Zélande | 14 novembre 2014 | 16 novembre 2014 | Katie Laurie sur Kiwi Iron Mark          |
| Feilding   | Nouvelle-Zélande | 5 décembre 2014  | 7 décembre 2014  | Katie Laurie sur Kiwi Iron Mark          |
| Taupo      | Nouvelle-Zélande | 18 décembre 2014 | 20 décembre 2014 | Vicki Wilson sur Ngahiwi Showtym Premier |
| Dannevirke | Nouvelle-Zélande | 3 janvier 2015   | 4 janvier 2015   | Helen McKnaught sur Carnutelabryere      |
| Waitemata  | Nouvelle-Zélande | 10 janvier 2015  | 11 janvier 2015  | Katie Laurie sur Kiwi Iron Mark          |

### Ligue japonaise
| Ville | Pays  | Début             | Fin               | Vainqueur                             |
| ----- | ----- | ----------------- | ----------------- | ------------------------------------- |
| Osaka | Japon | 5 avril 2014      | 5 avril 2014      | Tae Sato sur Vrouwe Toltien           |
| Chiba | Japon | 24 mai 2014       | 24 mai 2014       | Yoshimasa Hayashi sur Carry's Son     |
| Nasu  | Japon | 8 juin 2014       | 8 juin 2014       | Manato Yoshida sur Zilvana Verte      |
| Fuji  | Japon | 20 septembre 2014 | 21 septembre 2014 | Masahiko Iwatate sur Fairbanks Caspar |
| Osaka | Japon | 2 novembre 2014   | 2 novembre 2014   | Hiroaki Hikeda sur Drago              |
| Miki  | Japon | 22 novembre 2014  | 23 novembre 2014  | Tae Sato sur Vrouwe Toltien           |

### Ligue d'Asie du Sud-Est
| Ville   | Pays      | Début            | Fin              | Vainqueur                             |
| ------- | --------- | ---------------- | ---------------- | ------------------------------------- |
| Pattaya | Thaïlande | 24 octobre 2014  | 26 octobre 2014  | Siengsaw Lertratanachai sur Viranka B |
| Pattaya | Thaïlande | 14 novembre 2014 | 16 novembre 2014 | Dhewin Manathanya sur Blue Boy T      |
| Pattaya | Thaïlande | 28 novembre 2014 | 30 novembre 2014 | Mathilde Montginoux sur Goemaar       |

### Ligue d'Asie centrale
| Ville    | Pays         | Début          | Fin            | Vainqueur                            |
| -------- | ------------ | -------------- | -------------- | ------------------------------------ |
| Tachkent | Ouzbékistan  | 24 avril 2014  | 27 avril 2014  | Rinat Galimov sur Charlize           |
| Bichkek  | Kirghizistan | 23 mai 2014    | 25 mai 2014    | Rinat Galimov sur Charlize           |
| Astana   | Kazakhstan   | 2 juillet 2014 | 5 juillet 2014 | Oleg Popelyaev sur It's Me Du Mesnil |

### Ligue arabe
| Ville     | Pays                | Début            | Fin               | Vainqueur                                                     |
| --------- | ------------------- | ---------------- | ----------------- | ------------------------------------------------------------- |
| Tetouan   | Maroc               | 10 octobre 2014  | 12 octobre 2014   | Abdelkebir Ouaddar sur Quickly de Kreisker                    |
| Rabat     | Maroc               | 17 octobre 2014  | 19 octobre 2014   | Nadja Peter-Steiner sur Celeste 26                            |
| El Jadida | Maroc               | 24 octobre 2014  | 26 octobre 2014   | Olivier Robert sur Quenelle du Py                             |
| Amman     | Jordanie            | 30 octobre 2014  | 1er novembre 2014 | Hamad Ali Mohamed A Al Attiyah sur Bolandro                   |
| Amman     | Jordanie            | 6 novembre 2014  | 8 novembre 2014   | Al Waleed Dawood sur Tokyo                                    |
| Riyad     | Arabie saoudite     | 3 décembre 2014  | 6 décembre 2014   | Abdullah Alsharbatly sur Unique                               |
| Riyad     | Arabie saoudite     | 10 décembre 2014 | 13 décembre 2014  | Abdullah Alsharbatly sur Unique                               |
| Doha      | Qatar               | 27 décembre 2014 | 29 décembre 2014  | Khaled Abdulaziz Al Eid sur Valuta S                          |
| Doha      | Qatar               | 1er janvier 2015 | 3 janvier 2015    | Edwina Tops-Alexander sur Old Chape Tame                      |
| Abou Dabi | Émirats arabes unis | 8 janvier 2015   | 10 janvier 2015   | Sheikh Ali Bin Khalid Al Thani sur First Devision             |
| Charjah   | Émirats arabes unis | 15 janvier 2015  | 17 janvier 2015   | Latifa ben Ahmed ben Jouma Al Maktoum sur Peanuts de Beaufour |
| Dubaï     | Émirats arabes unis | 29 janvier 2015  | 31 janvier 2015   | Vladimir Tuganov sur Sinfonie 168                             |
| Al Ain    | Émirats arabes unis | 5 février 2015   | 7 février 2015    | Abdelkebir Ouaddar sur Quickly de Kreisker                    |

### Ligue caucasienne
| Ville    | Pays        | Début            | Fin              | Vainqueur                                     |
| -------- | ----------- | ---------------- | ---------------- | --------------------------------------------- |
| Tbilissi | Géorgie     | 5 juin 2014      | 8 juin 2014      | Kanan Novruzov sur Concorde 57                |
| Bakou    | Azerbaïdjan | 19 juin 2014     | 21 juin 2014     | Seyid Musayev sur Bill Clinton Vd Katershoeve |
| Bakou    | Azerbaïdjan | 20 novembre 2014 | 22 novembre 2014 | Patrick Mc Entee sur Tall Boy MNM             |

### Ligue chinoise
| Ville | Pays  | Début          | Fin            | Vainqueur                         |
| ----- | ----- | -------------- | -------------- | --------------------------------- |
| Pékin | Chine | 25 avril 2014  | 28 avril 2014  | Roger-Yves Bost sur Wavanta       |
| Pékin | Chine | 30 avril 2014  | 3 mai 2014     | Zhao Zhiwen sur Bolero            |
| Pékin | Chine | 4 octobre 2014 | 7 octobre 2014 | Maikel van der Vleuten sur Ziemar |

### Ligue sud-américaine (Nord)
| Ville   | Pays      | Début        | Fin          | Vainqueur                              |
| ------- | --------- | ------------ | ------------ | -------------------------------------- |
| Caracas | Venezuela | 13 juin 2014 | 15 juin 2014 | Noel Vanososte sur Conrad D            |
| Caracas | Venezuela | 20 juin 2014 | 22 juin 2014 | Noel Vanososte sur Conrad D            |
| Bogota  | Colombie  | 7 août 2014  | 10 août 2014 | Ricardo Alberto Villa sur Chandon Blue |
| Bogota  | Colombie  | 14 août 2014 | 18 août 2014 | Camilo Rueda sur Cassoro 5             |

## Finale
| Ville     | Pays       | Début         | Fin           | Vainqueur                            |
| --------- | ---------- | ------------- | ------------- | ------------------------------------ |
| Las Vegas | États-Unis | 15 avril 2015 | 19 avril 2015 | Steve Guerdat sur Albführen's Paille |